# تتا مرغ بهشتی

تتا مرغ بهشتی

تتا مرغ بهشتی یک ستاره است که در صورت فلکی مرغ بهشتی قرار دارد.